# Torsåker
Torsåker ist ein Ort (tätort) in der schwedischen Provinz Gävleborgs län und in der historischen Provinz Gästrikland.

## Lage
Torsåker gehört zur Gemeinde Hofors. Der Ort liegt etwa 40 km Luftlinie westsüdwestlich der Provinzhauptstadt Gävle und 10 km östlich des Gemeindezentrums Hofors. Torsåker ist der zweitgrößte Ort der Gemeinde nach ihrem Zentralort Hofors.
Der Ort hat einen Bahnhof an der Eisenbahnstrecke von Mjölby über Örebro nach Storvik (Streckenkilometer 311), die auf diesem Abschnitt als ursprünglicher Teil der Norra stambanan und insgesamt 1900 fertiggestellt wurde. Die Strecke spielt eine wichtige Rolle vor allem im Nord-Süd-Güterverkehr bei weiträumiger Umgehung Stockholms, weshalb sie Güterbogen durch Bergslagen (schwedisch Godsstråket genom Bergslagen) genannt wird, besitzt aber auch Personenverkehr.
Westlich wird Torsåker von der Reichsstraße 68 umgangen, die wenig nördlich an die Reichsstraße 80 Gävle – Falun – Rättvik anschließt und in südlicher Richtung über Avesta, Fagersta und Lindesberg nach Örebro verläuft.

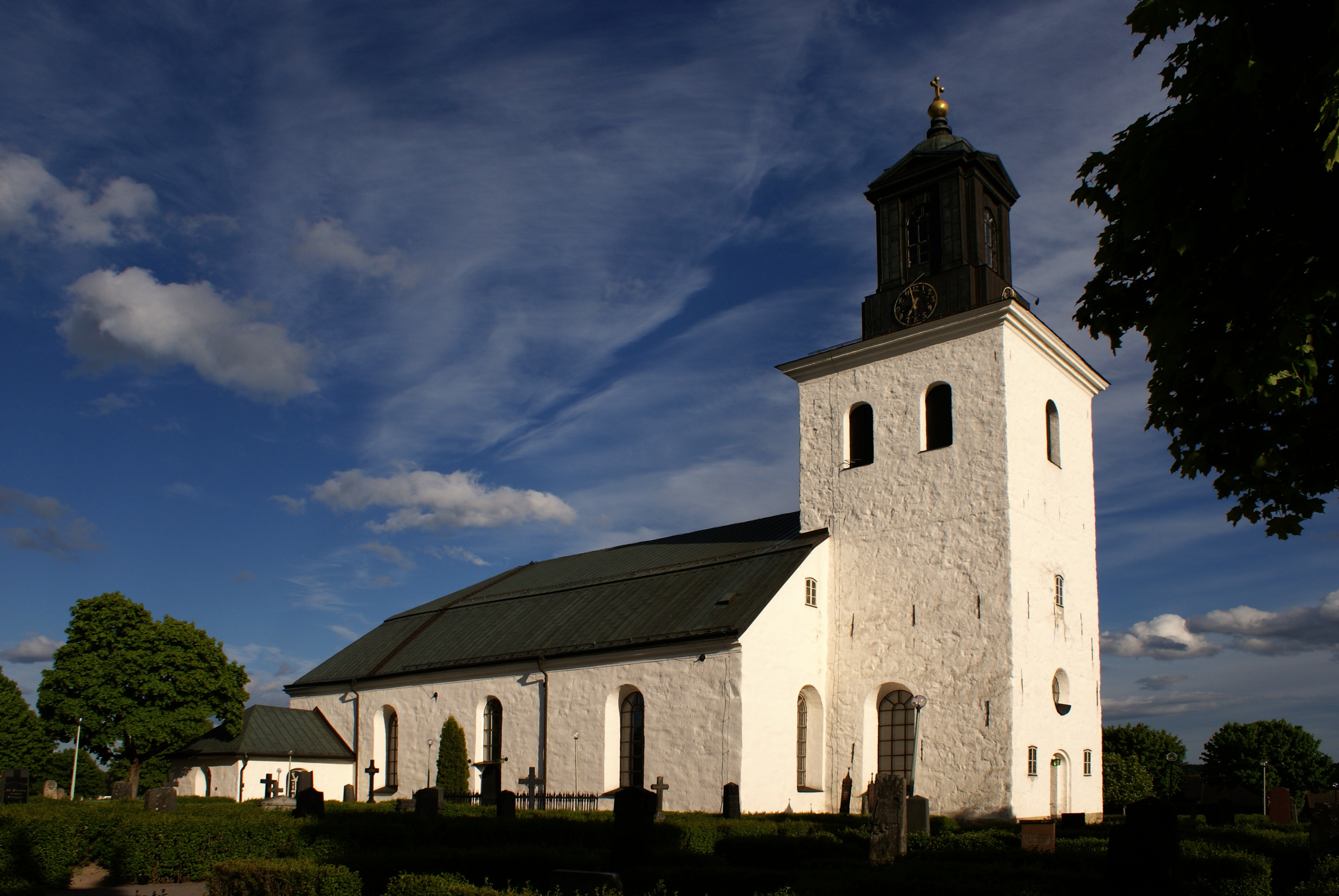
Torsåker kyrka (um 1200, umgebaut 1758)
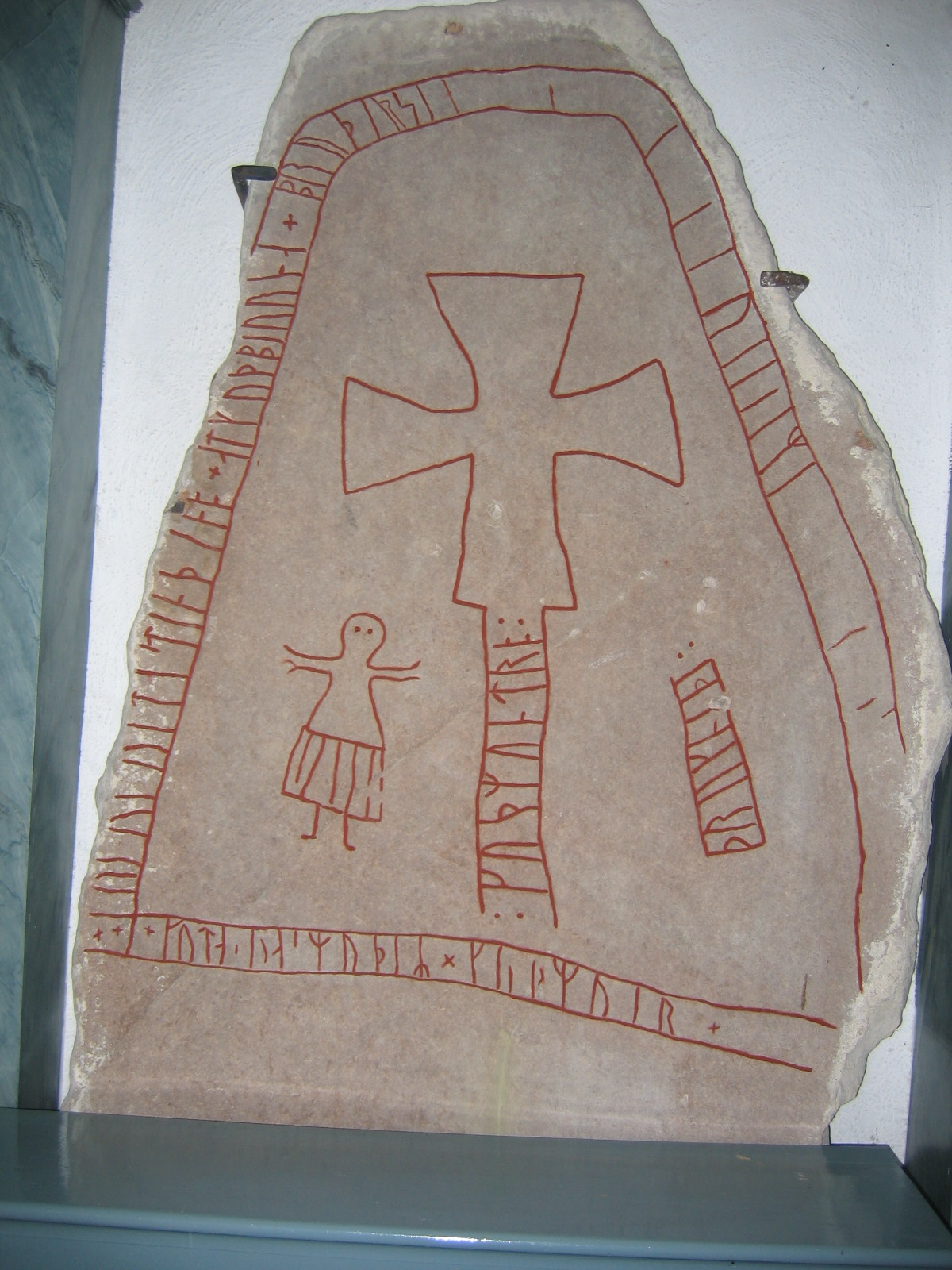
Runenstein in der Torsåker kyrka (um 1000)
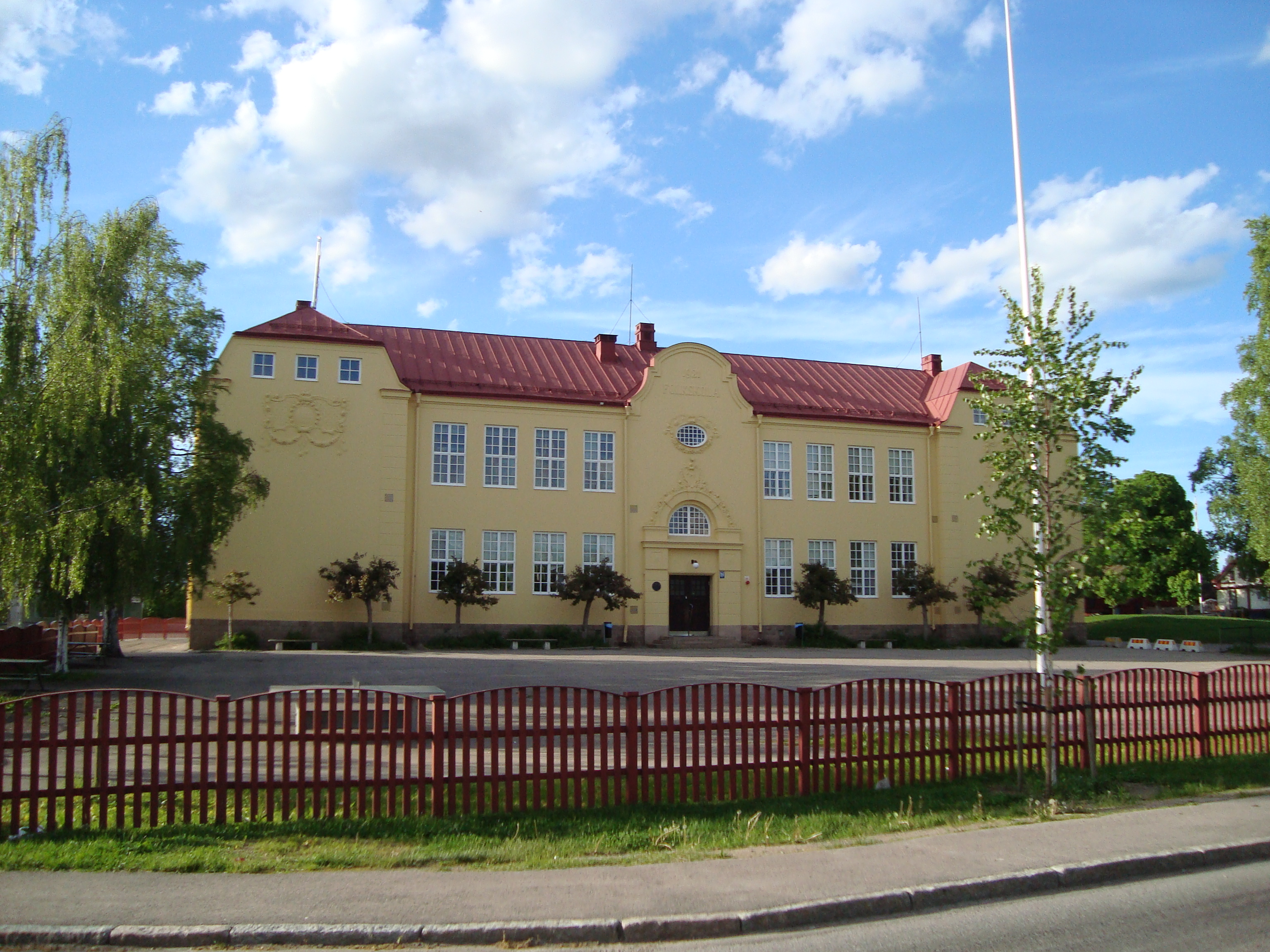
Folkskola (1921)
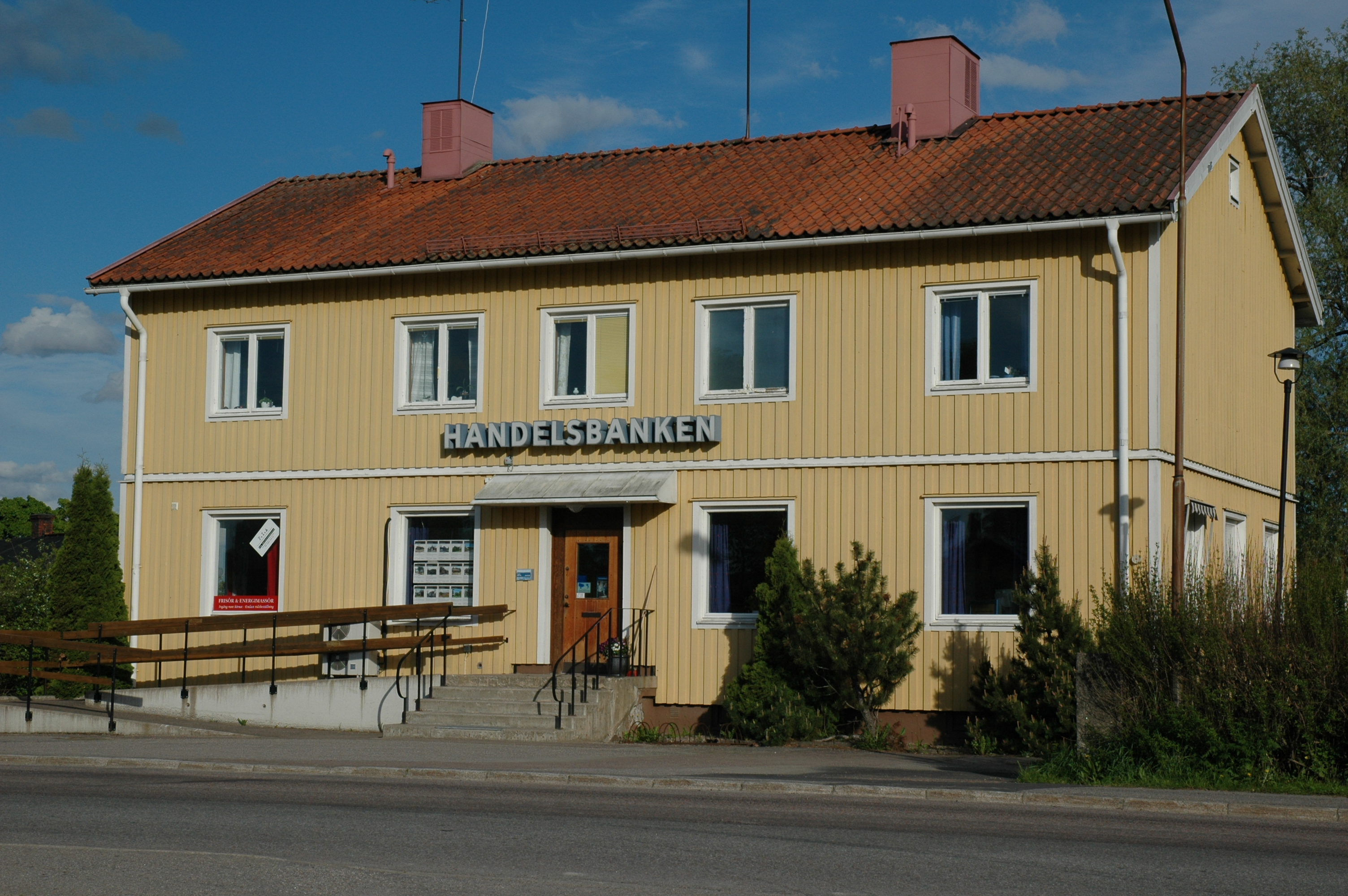
Bankgebäude
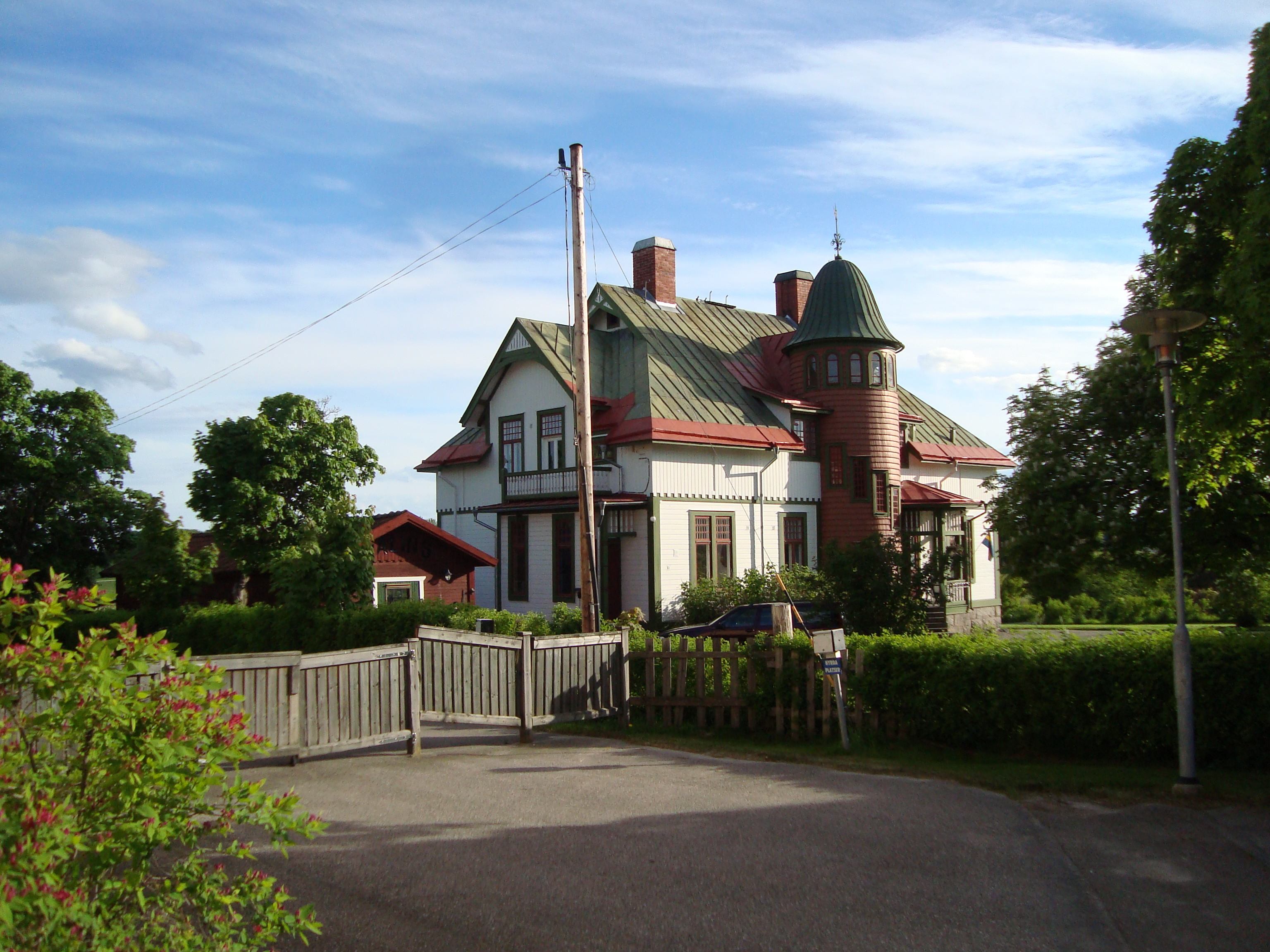
Kronblomsvillan, früheres Wohnhaus des Comicautors Elov Persson, nach einer seiner populärsten Figuren benannt

## Geschichte
Die Kirche des Ortes geht auf ein 1200 errichtetes Bauwerk zurück, wurde aber 1754–1758 erheblich umgebaut und erweitert. In der Kirche sind heute auch zwei aus der Gegend stammende Runensteine aus der Zeit um 1000 zu sehen.
Ab der zweiten Hälfte des 14. Jahrhunderts war Torsåker Zentrum eines als Gästriklands bergslag oder Torsåkers bergslag bekannten Bergbaugebietes. Die Privilegienurkunde wurde 1374 von Albrecht von Mecklenburg ausgestellt, der von 1364 bis 1389 auch König von Schweden war. 1542 gab es in Torsåker zwei Eisenhütten. Bergbau und Metallurgie erlebten ihren Niedergang im Verlauf des 19. Jahrhunderts, als die zumeist kleinen Betriebe des Gebietes der auswärtigen Konkurrenz erlagen. Die letzte Hammerschmiede in Torsåker schloss 1890. In dieser Zeit übernahmen Sägewerke die Rolle als Hauptwirtschaftsfaktor.
Torsåker war bis 1971 selbständige Landgemeinde, als es an Hofors angeschlossen wurde.

## Söhne und Töchter des Ortes
- Kerstin Hesselgren (1872–1962), Politikerin, erste Frau in schwedischen Reichstag (1922)
- Elov Persson (1894–1970), Comicautor, Schöpfer der seit 1927 bis heute existierenden Serie Kronblom; geboren im nahen Hästbo, lebte und starb in Torsåker
- Gustaf Stolpe (1833–1901), Musiker und Komponist